# Bursellia
Bursellia là một chi nhện trong họ Linyphiidae.